# Fame (The Game)
Fame (The Game) è il quinto e ultimo singolo estratto dall'album Crayons della cantautrice statunitense Donna Summer, pubblicato il 19 novembre 2008 dall'etichetta Burgundy Records.

## Successo commerciale
Il singolo raggiunse la 1ª posizione nella classifica di Billboard Hot Dance Club Play.

## Tracce
Fame (The Game) Remixes
1. Fame (The Game) (Ralphi Rosario Club) – 9:56
2. Fame (The Game) (Ralphi Rosario Dub) – 9:55
3. Fame (The Game) (Dave Aude Club) – 7:34
4. Fame (The Game) (Dave Aude Dub) – 7:18
5. Fame (The Game) (Dave Aude Dub Instrumental) – 7:17
6. Fame (The Game) (Dan Chase Full Vocal) – 6:08
7. Fame (The Game) (Dan Chase Dub) – 5:23
8. Fame (The Game) (Dan Chase Instrumental) – 5:29
9. Fame (The Game) (Extended Ultimix Album Version) – 5:10
10. Fame (The Game) (Ralphi Radio) – 3:55
11. Fame (The Game) (Dan Chase Radio) – 4:00
12. Fame (The Game) (Dave Audre Radio) – 3:47
13. Fame (The Game) – 4:03

## Classifiche

### Classifiche settimanali
| Classifica (2009)                 | Posizione massima |
| --------------------------------- | ----------------- |
| US Billboard Hot Dance Club Songs | 1                 |